# Bushido
「Bushido」（ぶしどう）は、ZEEBRAの14枚目のシングル。2008年3月5日にポニーキャニオンから発売された。

## 概要
ポニーキャニオン所属として最後のシングル。「ZEEBRA」名義としても最後のシングルとなった。

## 収録曲
1. Bushido-main-
作詞：ZEEBRA、作曲：DIORI a.k.a.D-Originu
PlayStation 3ソフト「龍が如く 見参!」CMソング
2. Bushido-instrumental-
3. Lyrical Gunman(Three Gunz Up Remix) feat. RUDEBWOY FACE, CHAPPA RANKS
作詞：ZEEBRA/RUDEBWOY FACE/Chappa Ranks、作曲：DIORI a.k.a.D-Originu

### DVD
1. Bushido(Music Clip)